# Open de Nice Côte d'Azur 2013
L'Open de Nice Côte d'Azur 2013  è stata la 28ª edizione del torneo ATP Nizza. Fa parte dell'ATP World Tour 250 series nell'ambito dell'ATP World Tour 2013. Il torneo si è giocato sulla terra rossa del Nice Lawn Tennis Club in Francia, dal 19 al 25 maggio 2013.

## Partecipanti ATP

### Teste di serie
| Nazione     | Giocatore         | Ranking* | Testa di serie |
| ----------- | ----------------- | -------- | -------------- |
| Rep. Ceca   | Tomáš Berdych     | 6        | 1              |
| Francia     | Gilles Simon      | 17       | 2              |
| Stati Uniti | Sam Querrey       | 19       | 3              |
| Stati Uniti | John Isner        | 20       | 4              |
| Italia      | Andreas Seppi     | 21       | 5              |
| Italia      | Fabio Fognini     | 25       | 6              |
| Spagna      | Marcel Granollers | 37       | 7              |
| Uzbekistan  | Denis Istomin     | 45       | 8              |

* Le teste di serie sono basate sul ranking del 13 maggio 2013.

### Altri partecipanti
I seguenti giocatori hanno ricevuto una wild card per il tabellone principale: 
- Lleyton Hewitt
- Gaël Monfils
- Édouard Roger-Vasselin

I seguenti giocatori sono passati dalle qualificazioni:

- Marco Cecchinato
- Rogério Dutra da Silva
- Guillaume Rufin
- Serhij Stachovs'kyj

Lucky Loser:
- Ryan Harrison

## Campioni

### Singolare maschile
Albert Montañés ha battuto in finale  Gaël Monfils per 6-0, 7–6(3).
- È il sesto titolo in carriera per Montañés.

### Doppio maschile
Johan Brunström /  Raven Klaasen hanno sconfitto in finale  Juan Sebastián Cabal /  Robert Farah per 6-3, 6-2.